# Clearbrook Park
Clearbrook Park – jednostka osadnicza w Stanach Zjednoczonych, w stanie New Jersey, w hrabstwie Middlesex.